# 소마촌 (이시카와현)
소마촌(相馬村)은 이시카와현 가시마군에 존재했던 촌이다. 현재의 나나오시 서부, 나카노토정 북부에 해당한다.
마을 이름은 예로부터 이 지역이 좋은 말의 산지였기 때문에 붙여진 이름이다.

## 지리
현재 나나미오시 구역의 서쪽, 나카노토정 구역의 북쪽(구 다쓰루하마정 구역의 남쪽, 구 도리야정 구역의 서쪽)에 위치.

## 역사
- 1889년 4월 1일 - 정촌제 시행에 의해 3개 촌의 구역을 가지고 성립하였다.
- 1945년: 대일본제국 해군 항공대 소마 비행장 건설이 시작되었으나. 종전으로 인해 도중에 건설이 중단되었다.
- 1954년 3월 31일 - 구 다쓰루하마정, 소마촌과 합병해, 새로운 다쓰루하마정이 성립하여, 동일 가네가사키촌은 폐지되었다.

## 인구
| 년     | 세대수 | 인구  |
| ------ | ------ | ----- |
| 1889년 | 227    | 2,294 |
| 1920년 | 243    | 2,259 |
| 1953년 | 301    | 2,622 |

## 교통

### 도로
- 도야마현도・이시카와현도 18호 히미타 쓰루하마선
- 이시카와현도 46호 시카타 쓰루하마선
- 이시카와현도 116호 스에요시 나나미오선